# Ghiacciaio Moser
Il ghiacciaio Moser (in inglese Moser Glacier) (64°51′S 62°22′W) è un ghiacciaio situato sulla costa di Danco, nella parte occidentale della Terra di Graham, in Antartide. Il ghiacciaio, il cui punto più alto si trova 949 m s.l.m., fluisce verso ovest, a partire dal versante nord-occidentale dell'altopiano Proibito, fino alla costa della baia di Andvord, poco a sud-est del ghiacciaio Arago.

## Storia
Il ghiacciaio Moser è stato mappato dalla spedizione belga in Antartide del 1897-99, comandata da Adrien de Gerlache, ed è stato così battezzato nel 1960 dal  Comitato britannico per i toponimi antartici in onore di Ludwig F. Moser (1805-80), il fisico tedesco che nel 1844 inventò e realizzò le prime fotografie stereoscopiche.